# Chiesa-santuario della Madonna degli Angeli di Villa Chiarini
È una chiesa secentesca che si trova nella frazione di Villa Chiarini appartenente al comune di Castel di Lama nella provincia di Ascoli Piceno. Deve il suo nome agli angeli realizzati in stucco che fanno da corona alla Madonna col Bambino affrescata nell'abside attribuita alla famiglia dei Giosafatti. Costruita in due anni dal 1693 al 1695 (come si legge in un documento dell'archivio patronale di Castel di Lama) sui resti di un'antica chiesa rurale rappresenta uno dei principali monumenti del territorio lamense.

## Facciata
La facciata è in stile romano in paramento di mattoni in cotto con portico a tre archi frontali e uno laterale (aggiunto nel 1880). Nella parte alta della facciata troviamo un'ampia vetrata che riproduce, a grandi linee, la Madonna con bambino dell'abside.

## Altare e abside
Dietro l'altare, decorato in stile barocco, prende posto l'attrattiva principale della chiesa: un affresco della Madonna con bambino in braccio incorniciato da uno stucco di forma ovale (a mo' di reliquiario) con angeli tutt'intorno in basso rilievo nell'azione di sostenere l'immagine. Tale decorazione è attribuita a Giuseppe della famiglia dei Giosaffatti sulla base di confronti stilistici. Tale attribuzione è stata fatta per confronto di stile con altre opere sicuramente dell'artista poiché non esistono documenti probanti (si presume siano andati perduti durante l'incursione francese del 1799). L'opera, nel suo complesso, dà il senso dell'ascesa della Madonna verso il cielo accompagnata dagli angeli. 

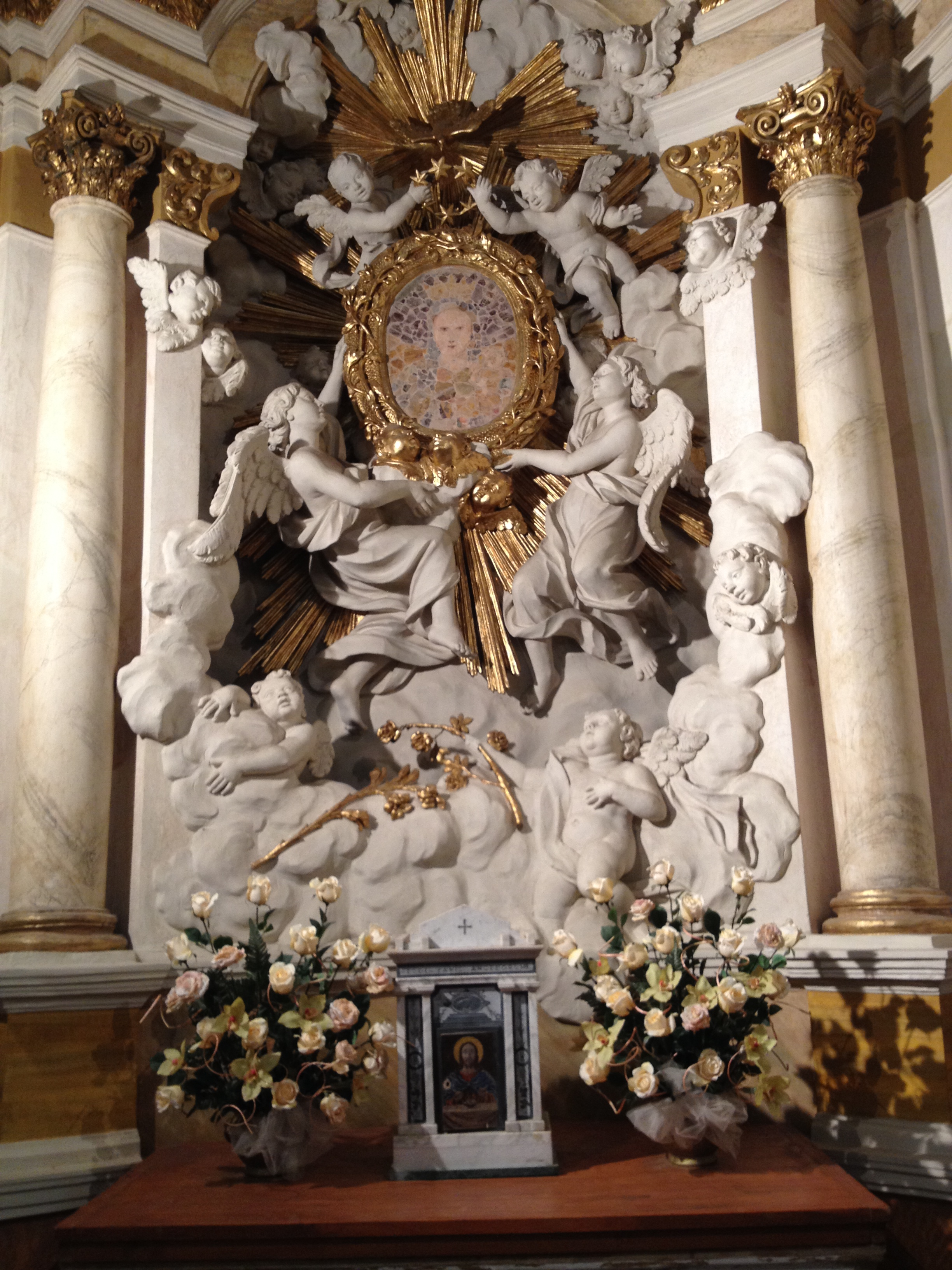
Chiesa Santuario Madonna degli Angeli di Villa Chiarini - Abside Giuseppe Giosaffatti

## Decorazione delle pareti
Tutte le pareti della chiesa sono adornate con una variopinta decorazione a motivi geometrici e floreali, eseguita nel 1950 dal decoratore ascolano Pasqualino Loggi.

## Opere pittoriche
Nell'interno della chiesa ci sono due grandi quadri ad olio su tela realizzati dal pittore ascolano Nicola Antonio Monti (1736-1795) in stile neoclassico romano e restaurate da Massimo Ceroni nel 1994. Entrando a sinistra troviamo la Vergine Santissima che dà la corona a Santa Monica e Sant'Agostino (quest'ultimo particolare fa pensare che la chiesa sia stata affidata ai frati agostiniani di Offida per il servizio). Sulla destra, invece, troviamo la Madonna che mostra il bambino a Santa Lucia, San Gaetano da Thiene e Santa Apollonia. 

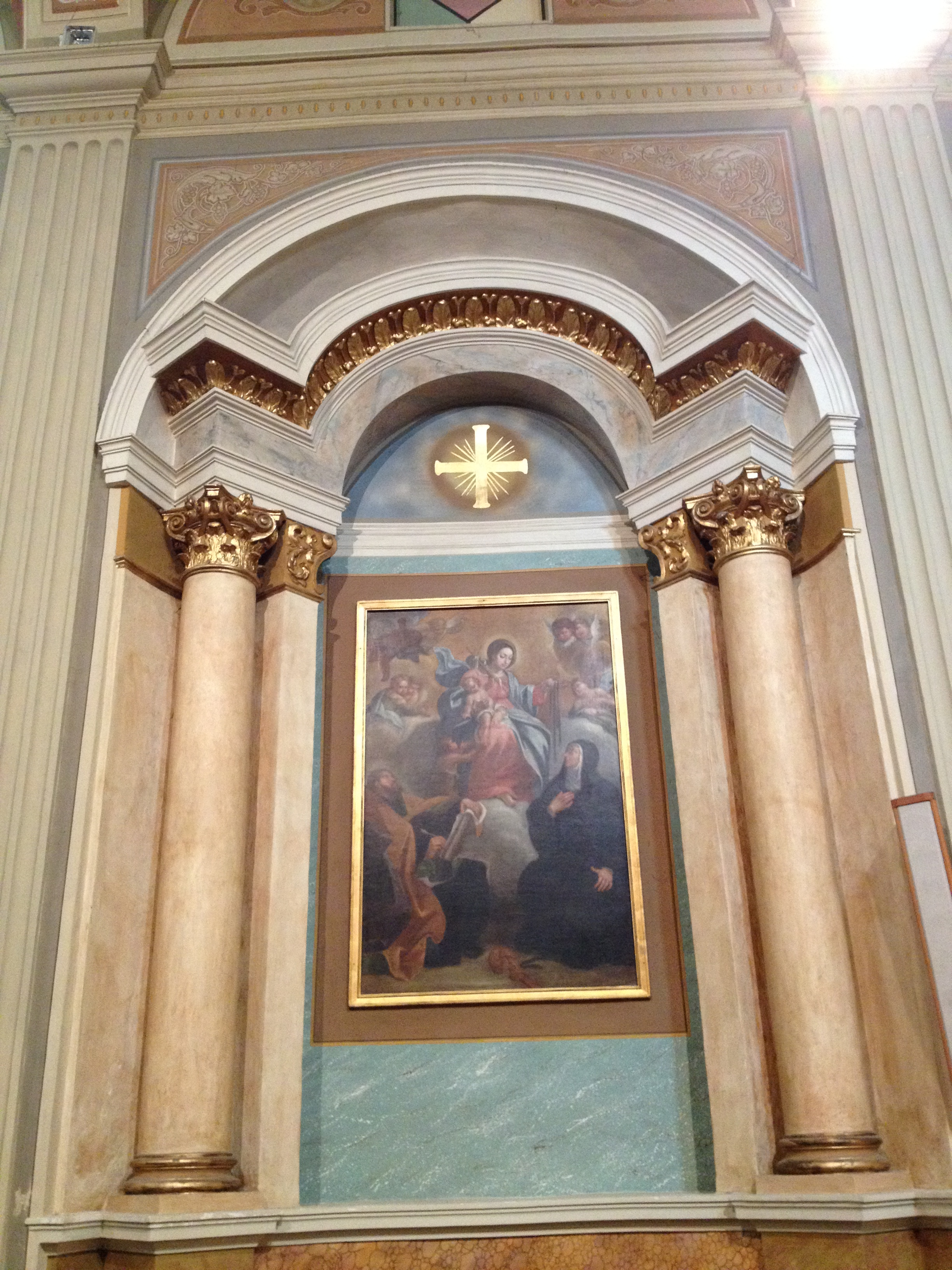
Chiesa Santuario Madonna degli Angeli di Villa Chiarini - Nicola Antonio Monti - Vergine Santissima che dà la corona a Santa Monica e Sant'Agostino

## Restauro del 1994-1995
Essendo tutta la chiesa rovinata da una fortissima umidità ascendente (specialmente nella zona dell'altare e nella sagrestia), sono stati eseguiti negli anni novanta ingenti lavori di restauro e per la precisione: sono stati tagliati i muri nelle fondazioni in pietrame con sostituzione di cordolatura di base in cemento armato con guaina in poliestere, è stata restaurata tutta la decorazione parietale e dell'altare, è stato posto un pavimento in cotto marchigiano lavorato a mano e, infine, sulle finestre sono state messe vetrate istoriate con immagine e simboli della Madonna.

## Festa della Madonna degli Angeli
Il 2 agosto di ogni anno si celebra nella frazione di Villa Chiarini la tradizionale festa in onore della Madonna degli Angeli.

## Curiosità
Il dipinto "I paganini del villaggio" di Domenico Ferri del 1886 ritrae due anziani che suonano il violino davanti al Santuario della Madonna degli Angeli.

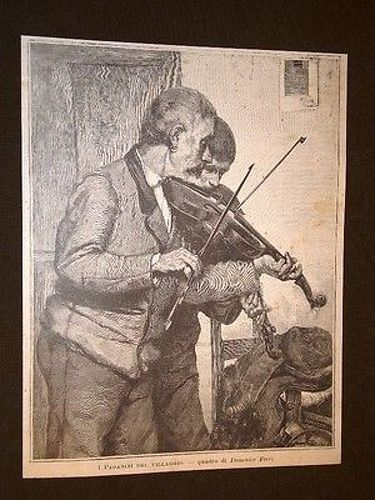
Domenico Ferri - I paganini del villaggio

## Avvenimenti recenti
La chiesa è stata chiusa il 24 aprile 2009 poiché dichiarata inagibile dalle autorità competenti della Regione Marche in seguito al sisma del 2009.

## Galleria d'immagini

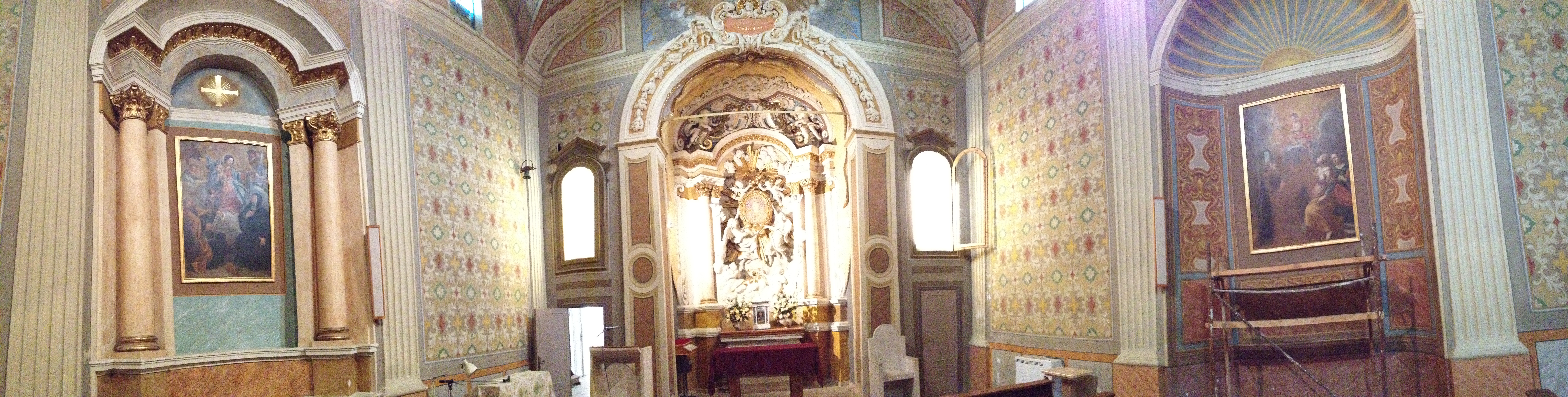
Chiesa Santuario Madonna degli Angeli di Villa Chiarini (Panoramica)
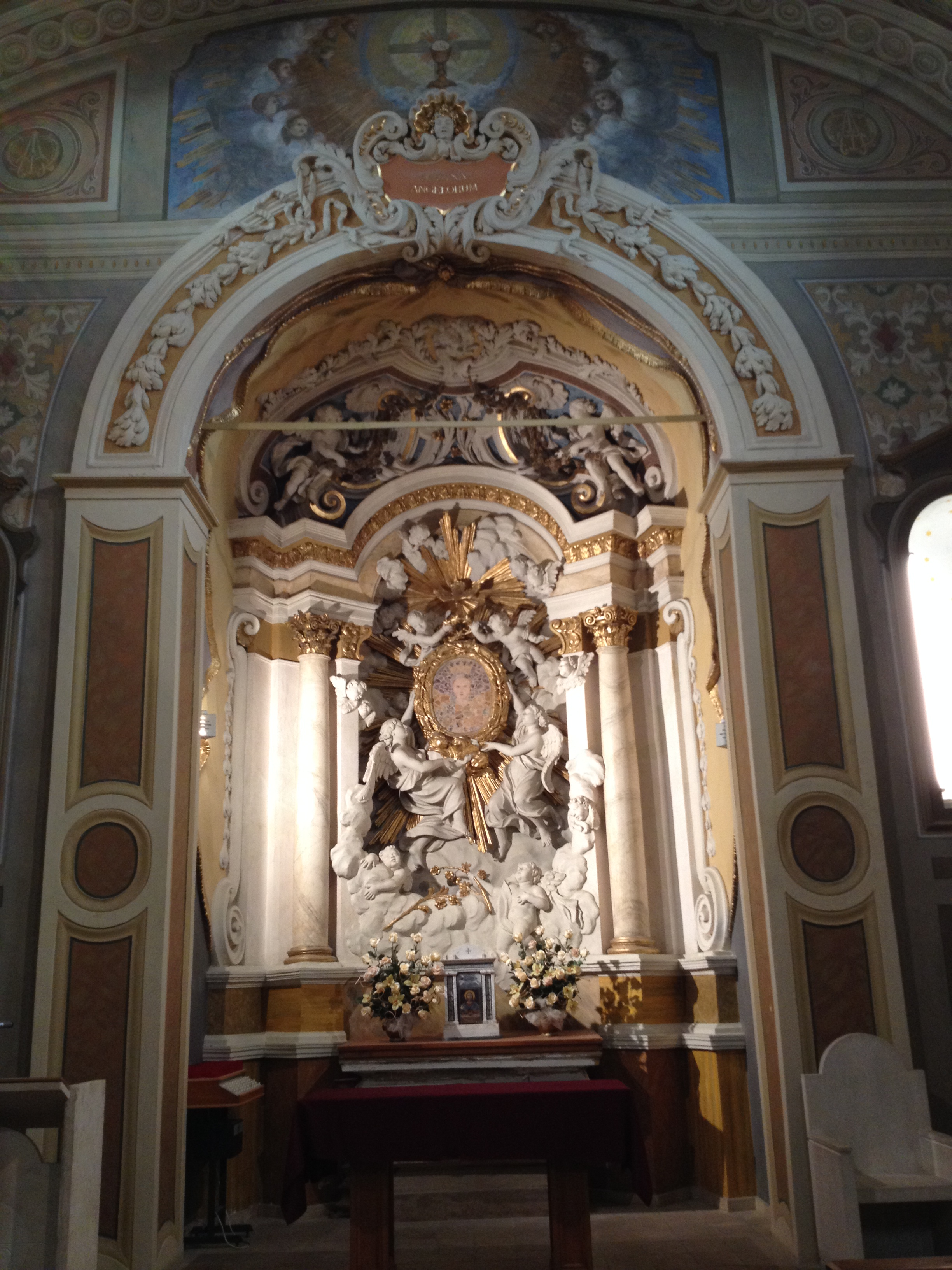
Chiesa Santuario Madonna degli Angeli di Villa Chiarini - abside - Giuseppe Giosaffatti
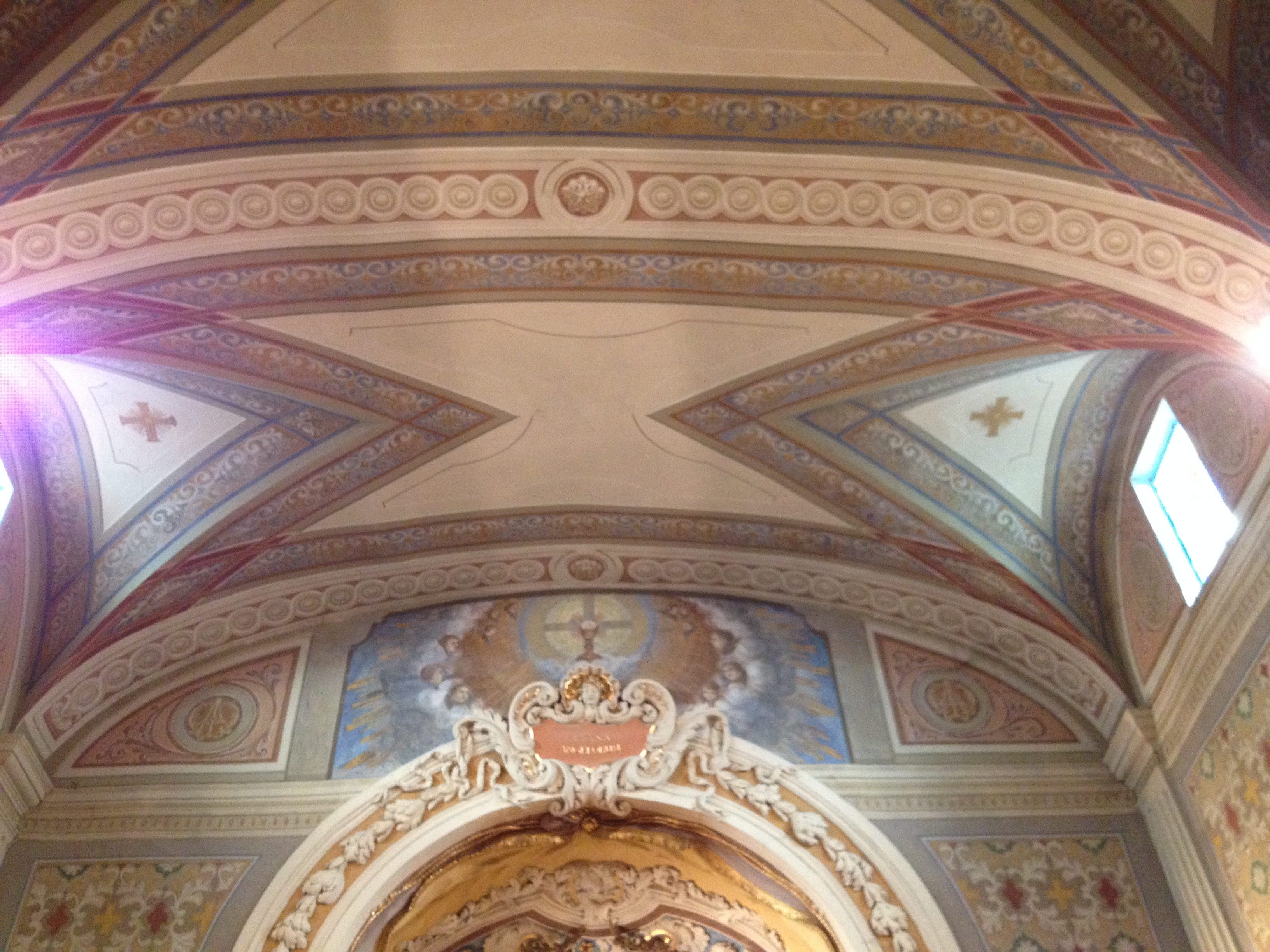
Chiesa Santuario Madonna degli Angeli di Villa Chiarini - Soffitto
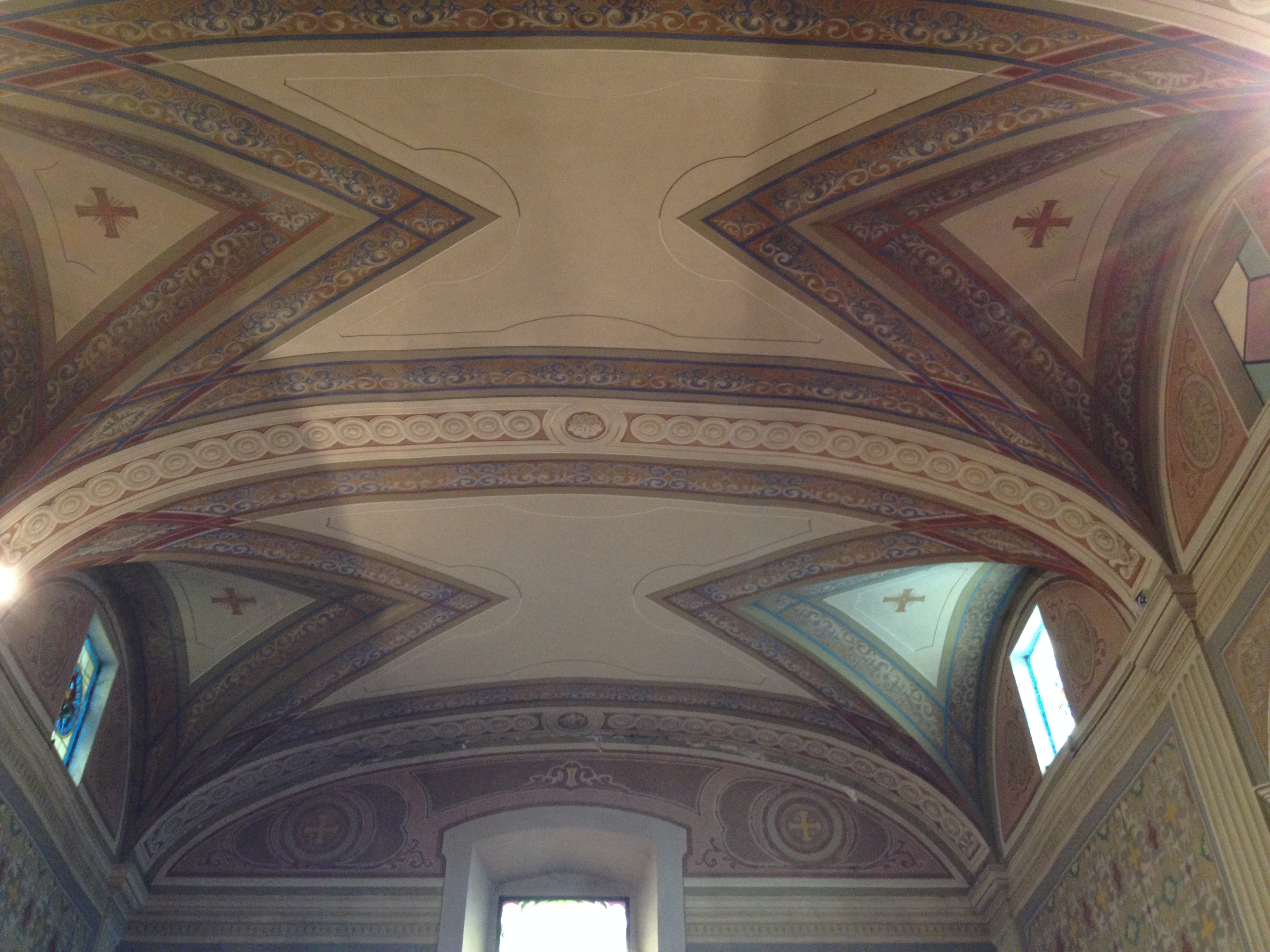
Chiesa Santuario Madonna degli Angeli di Villa Chiarini - Soffitto
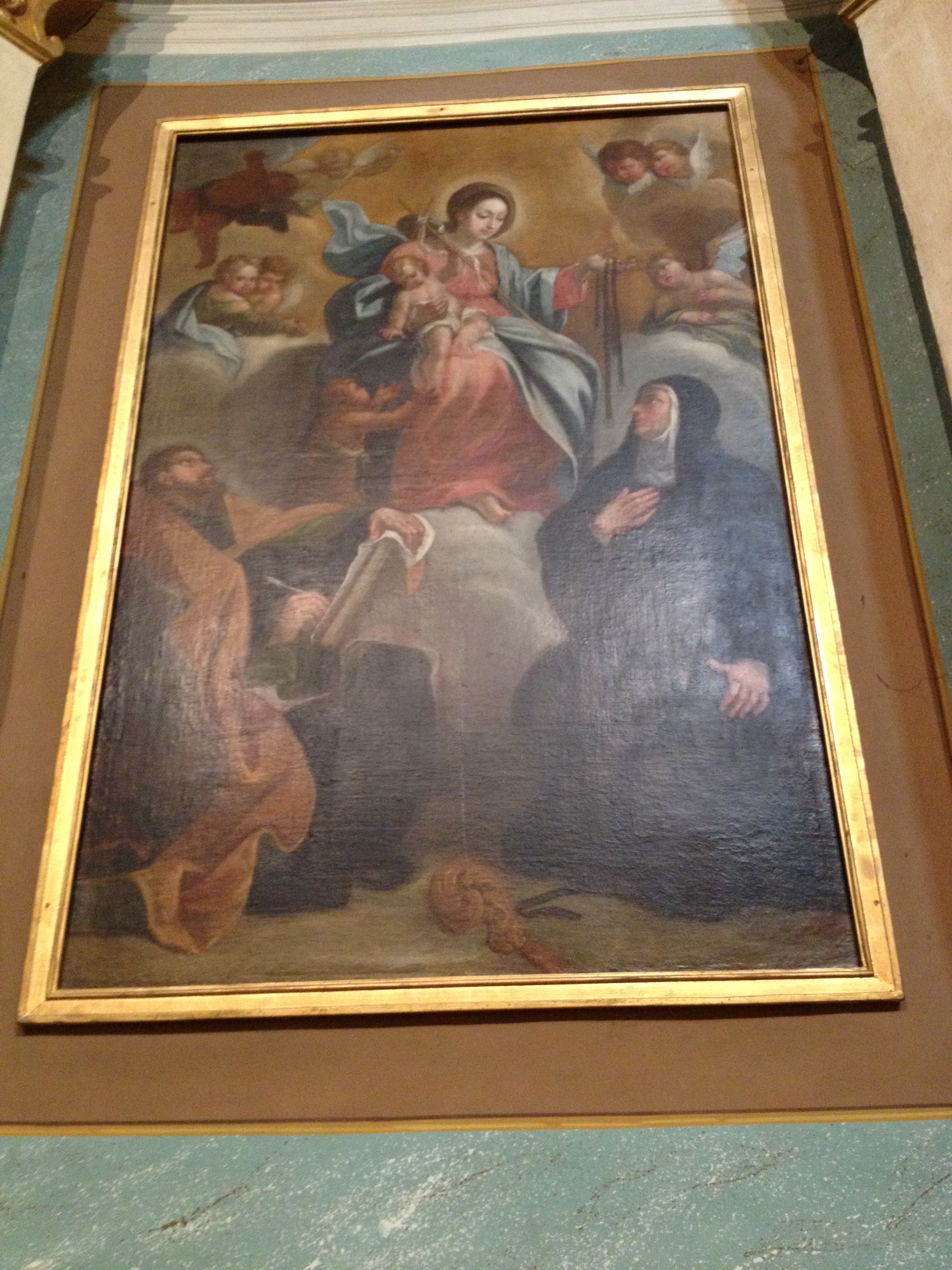
Chiesa Santuario Madonna degli Angeli di Villa Chiarini - Nicola Antonio Monti - Vergine Santissima che dà la corona a Santa Monica e Sant'Agostino
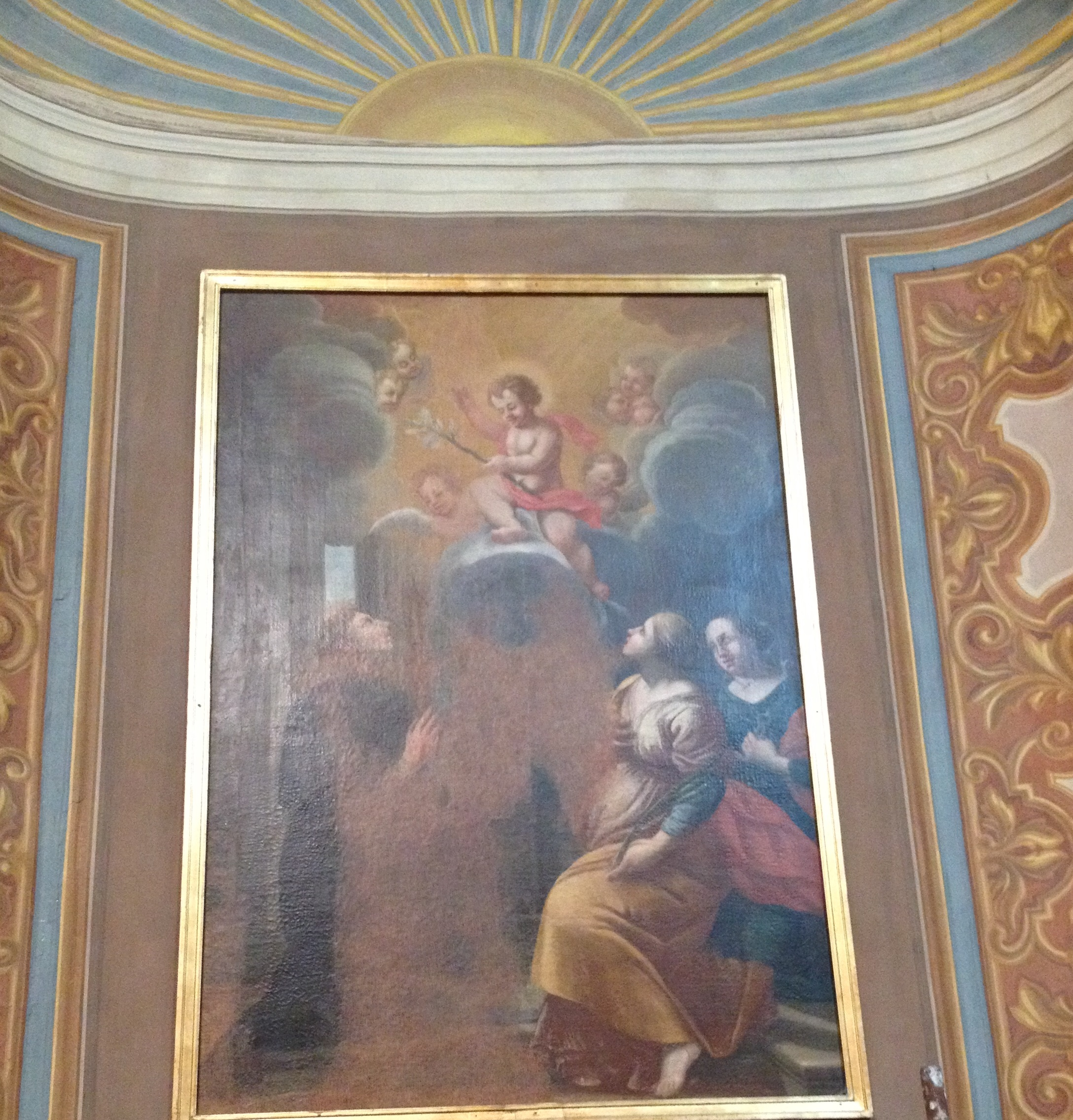
Chiesa Santuario Madonna degli Angeli di Villa Chiarini - Nicola Antonio Monti - Madonna che mostra il bambino a Santa Lucia, San Gaetano da Thiene e Santa Apollonia
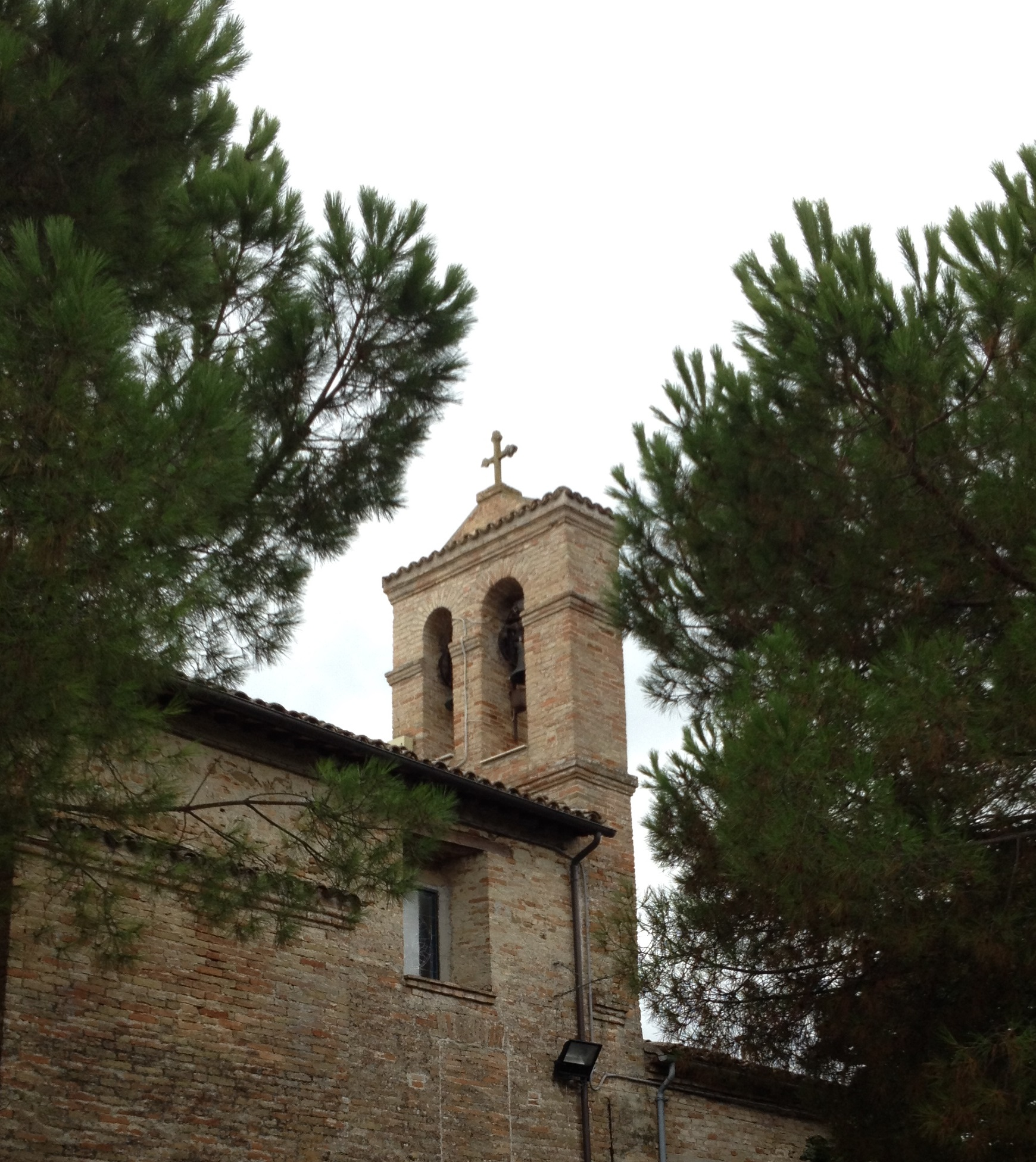
Chiesa Santuario Madonna degli Angeli di Villa Chiarini - Torre campanaria
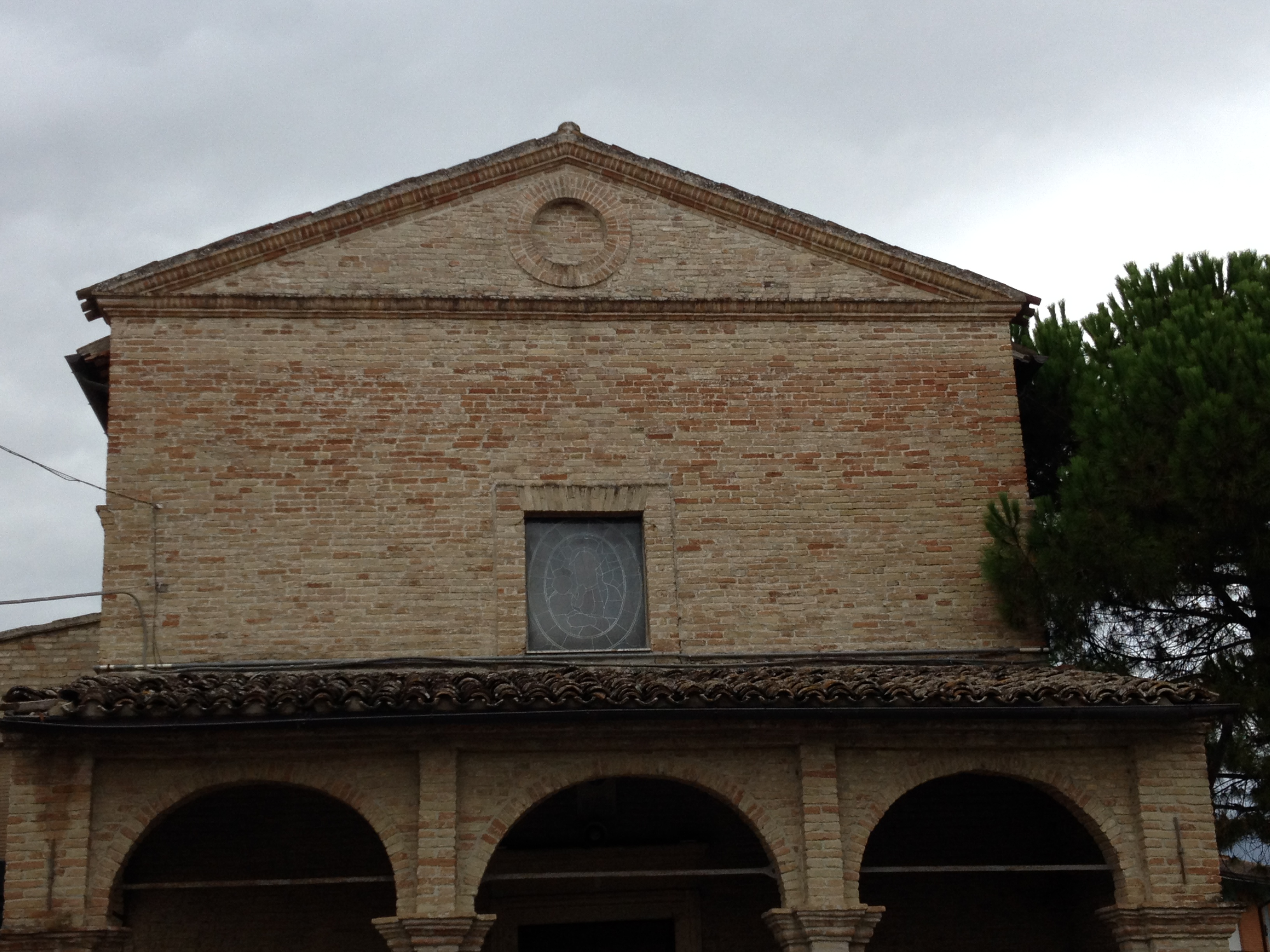
Chiesa Santuario Madonna degli Angeli di Villa Chiarini - facciata
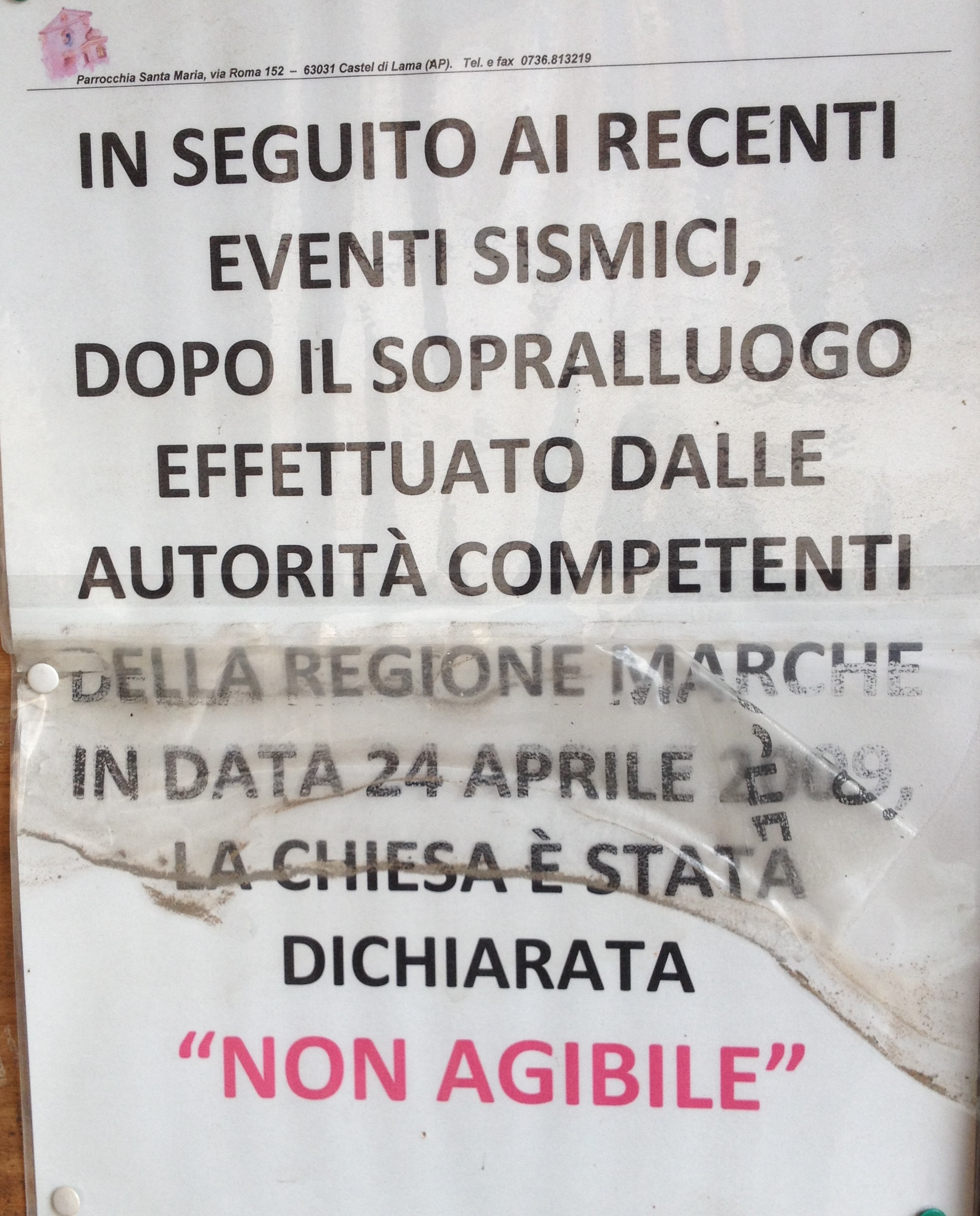
Avviso inagibilità